# کریستینا ناولی
کریستینا نوولی (به انگلیسی: Christina Novelli) (متولد ۲۷ نوامبر ۱۹۸۶) یک دی جی، خواننده و ترانه سرای انگلیسی است که در لندن زندگی می کند. او دختر ژان کریستف ناولی، سرآشپز مشهور فرانسوی است. 